# Urania, Louisiana
Urania är en ort i La Salle Parish i delstaten Louisiana, USA.